# جون فيلبي
هاري سانت جون بريدجر فيلبي (بالإنجليزية: Harry St. John Bridger Phillby) ‏(3 أبريل 1885 - 30 سبتمبر 1960)، ويعرف أيضاً باسم «جون فيلبي» أو «الشيخ عبد الله»، هو مستعرب، مستكشف، كاتب، وضابط استخبارات بمكتب المستعمرات البريطاني. لعب دوراً محورياً في إزاحة العثمانيين عن المشرق العربي خاصة عن شبه الجزيرة العربية والعراق والشام. هو أول أوربي يقطع صحراء الربع الخالي من شرقها إلى غربها. درس اللغات الشرقية في جامعة كامبرج. انضم عام 1907 للخدمة المدنية في الهند البريطانية في لاهور. وهناك أتقن اللغات الأردية والفارسية والعربية. قدم إلى الرياض عام 1917 بتكليف من بريطانيا وبقي في شبه الجزيرة العربية إلى أن توفي الملك عبدالعزيز. أعلن إسلامه عام 1930. كان فيلبي مقربا من الملك عبدالعزيز وكان مستشاراً بشكل غير رسمي للشؤون الخارجية، وساهم في المفاوضات مع بريطانيا وأمريكا بعد اكتشاف النفط عام 1938. لعب دورا فعالا في قيام شركة أرامكو. بسبب مواقفه قبل الحرب العالمية الثانية، تم التجسس عليه من قبل المخابرات البريطانية. وخلال الحرب اتهمته بريطانيا بالميل إلى ألمانيا واعتقل حين ذهب إلى الهند ونقل إلى بريطانيا وظل هناك فترة الحرب. اشتغل أثناء إقامته في جدة بتجارة السيارات وكيلا لشركة فورد.
في عام 1955 طُلب منه مغادرة المملكة بعد محاضرة ألقاها في الظهران تحمل نقدا للحكومة. فغادر إلى بيروت. وفي عام 1956 عاد إلى الرياض بعد مصالحة بينه وبين الملك سعود. تزوج في السعودية من «روزي العبد العزيز» البلوشية. وأنجب منها خالد وفارس. وله من زوجته الأولى «دورا» ابنه كيم فيلبي وثلاث بنات. ارتقى ابنه كيم فيلبي سلم المناصب في المخابرات البريطانية حتى عام 1963، حين انكشف أنه عميل مزدوج للاتحاد السوفيتي. وابنه خالد فيلبي عمل في منصب «منسق الأمم المتحدة» في الكويت ثم تركمانستان.

## سيرة حياته
ولد جاك فيلبي في مستشفى سانت جون في بادولا في سيلان البريطانية (حالياً سريلانكا). بعد عودته إلى إنجلترا، تلقى تعليمه في كلية وستمنستر ثم في كلية الثالوث الأقدس في كامبرج، حيث درس اللغات الشرقية على يد المستشرق ادوارد براون، وكان صديقاً وزميلاً في الدراسة لجواهر لال نهرو، الذي أصبح لاحقاً رئيساً لوزراء الهند بعد الاستقلال. وتخرج منها عام 1907. درس في جامعة كامبرج اللغتين الفارسية والهندية.
اهتم في أسفاره اهتمام كبيرا بحياة الطيور في البلدان التي زارها، فهو من أعطى الاسم العلمي لطائر نقار الخشب العربي، فضلا على ذلك كشف النقاب عن نوع فرعي (تم تغير مسماه لاحقا) من البومة. معظم طيوره اختار لها أسماء نساء كان معجبا بهن. كما أهدى بعض عينات من الطيور للمتحف البريطاني. كما ساهم بمعلومات في مسودة كتاب عن طيور شبه جزيرة العرب الذي كان يؤلفه عالم التاريخ الطبيعي «جورج لاتيمر بيتس»، إلا أن هذا الكتاب لم ينشر. إلا أن نفس المعلومات تم استخدامها في كتاب عن نفس الموضوع ألفه عالم الطيور ريتشارد ماينرزهاجن. يُذكر اسم فيلبي في علم الطيور كلما ذكر الطائر المسمى حجل فيلبي.
التحق بقائمة الخدمة المدنية لدى حكومة الهند البريطانية. أمضى بعدها سبع سنوات في الهند[بحاجة لمصدر]، وقد درس خلالها البنجابية والأردية. وكما قال في سيرته الذاتية، فقد «أصبح لديه شيء من الهوس» وأنه «أول اشتراكي ينضم لجيش الراج البريطاني» في عام 1907. وتم أرساله إلى لاهور في إقليم البنجاب في عام 1908، حيث تعلم الأردية والپنجابية والبلوشية والفارسية، ثم بدأ يتعلم اللغة العربية مما جعله مؤهلا ليكون ضمن بعثة إلى البصرة عام 1915.
تزوج فليبي زوجته الأولى «دورا جونسون» في سبتمبر 1910. وكما كان شاهد العريس في مراسم العقد ابن عمه الذي أصبح فيما بعد المارشال برنارد مونتغمري والقائد الأعلى لقوات الحلفاء في الحرب العالمية الثانية. وكانت زوجته الثانية من المملكة العربية السعودية. أنجب من زوجته الأولى ابنا واحد وثلاث بنات. عمل ابنه كيم فيلبي لمصلحة المخابرات البريطانية وكان عميل مزدوجا لمخابرات الاتحاد السوفيتي.

## حياته السياسية

### في العراق
في نوفمبر من عام 1914، بعد إعلان الحرب ضد تركيا تم إنزال قوات بريطانية–هندية في العراق وسرعان ما احتلوا منطقة البصرة. وقد أخذ الأتراك معهم عند انسحابهم من البصرة كل السجلات الحكومية، وغيرها مما يتعلق بالتنظيم الإداري للبصرة. فأصبحت الحاجة ماسة إلى إعادة بناء التنظيم الإداري في المنطقة، وكان فيلبي من بين الذين اختيروا للقيام بتلك المهمة، وقد وصل إلى هناك ليمارس أول تجربة له في حياته في البلاد العربية وكان ذلك في عام 1915، حيث أرسله اللواء بيرسي كوكس إلى بغداد مديرا للقسم المالي في الإدارة البريطانية. وأنيطت به مهمات عديدة كجمع الضرائب، والإشراف على إصدار جريدة لصالح الدعاية البريطانية.
ثم كلفوا بمهمة تنظيم الثورة العربية ضد العثمانيين، وحماية آبار النفط القريبة من البصرة وشط العرب، التي كانت مصدر الطاقة لقوات البحرية الملكية البريطانية. كان هدف تنظيم الثورة -في البداية- هو خلق دولة عربية واحدة أو فدرالية من حلب في سوريا شمالا إلى عدن في اليمن جنوبا. كان فيلبي يعمل تحت إشراف غيرترود بيل التي علمته أدق أساليب التجسس. في عام 1916 أصبح مفوض الإيرادات في الأراضي البريطانية المحتلة.

### في شبه الجزيرة العربية

#### في الرياض
في نوفمبر عام 1917، حدث ما غير مجرى حياة فيلبي كلها، فقد اندلعت الثورة العربية الكبرى في شهر يونيو من العام السابق، وكانت السلطات البريطانية قلقة جداً بسبب المنافسة القديمة القائمة بين الحسين بن علي شريف مكة، وبين ابن سعود حاكم نجد، وحاولت قدر الإمكان منع تلك الخلافات من أن تبدد جهد الأشراف في الحرب ضد الأتراك، وحاولت في نفس الوقت جلب حاكم نجد إلى جانب الحلفاء. لم يكن هناك أي اتصال رسمي بين ابن سعود وبين بريطانيا لمدة أكثر من سنتين، فتلقى فيلبي الأوامر للذهاب إلى نجد لمعرفة الوضع السياسي هناك.
وقد وصل فيلبي إلى العقير قرب البحرين في 14 نوفمبر 1917، رفقة الكولونيل المستشرق «كانليف أوين». واتجهوا إلى نجد والرياض تحديدا. كان فيلبي في أحسن الملابس التقليدية للإمبراطورية في الهند، إذ كان يرتدي بنطلونا قصيراً وقبعة، وفي أول توقف له -في الهفوف- أثناء رحلته طالبه مضيفوه بأن يقلل من مظهره الأوروبي الجلي، بارتداء الزي المحلي لتسهيل عملية تنقله في تلك الأرض التي لا يرحب أهلها بوجود نصراني بينهم. وبعد رحلة دامت سبعة أيام على جمل، وصل فيلبي وبعثته إلى الرياض. وكان أول من استقبلهم الإمام عبد الرحمن بن فيصل (والد عبد العزيز)، ثم قابل هناك ولأول مرة ابن سعود، عبد العزيز بن عبد الرحمن بن سعود. وعاش في قصره المبني من اللبن في الرياض مع جنوده وخدمه في الصحراء. يصف فيلبي في كتابه «قلب جزيرة العرب» لقاءه الأول مع عبد العزيز، فيقول:
جاء في كتاب «الرحالة الغربيون في الجزيرة العربية» للمستشرق روبن بدول: «قد نغالي إذا قلنا إن فلبي كان صادقاً في حب الملك عبد العزيز، ولكنه حقاً كان واقعاً تحت تاثير شخصية ابن سعود الجذابة. وقد أثبت على الدوام إخلاصه وحبه لهذا الملك، واحترامه للقيم الحضارية التي نشأ عليها. وبالمقابل فإن ابن سعود قدر فلبي وقدر معرفته وعمله. ودائماً ما كان يدعوه إلى مجالسه العائلية مع أولاده. فنراه يلعب ويمزح مع الأمراء الشباب، وكان من أحد جلساء الملك الذين يحضرون في مجلسه الخاص.»[تحقق من المصدر]

#### الرحلة إلى جدة
كانت الخطة الأساسية أن يصادف وصول بعثة فيلبي إلى الرياض وصول بعثة قادمة من القاهرة عن طريق جدة. ولم تجد تلك الخطة طريقها إلى النور. حيث أن شريف مكة ادّعى أنه ليس لابن سعود سوى سلطة ضعيفة جداً على القبائل التابعة له، وأن قيام مثل هذه الرحلة من الأمور المستحيلة. ولكن فلبي، وبتشجيع من ابن سعود، قرر وبكل حماس أن يثبت بنفسه خطأ تلك الفكرة، وذلك بالسفر براً من الرياض إلى جدة، حتى يؤكد أن السيطرة على الجزيرة العربية كانت لابن سعود.
وبتوقيت مناسب، أخبر فلبي روساءه بالخطة وبطريقة لم تترك لهم مجالاً للتفكير في رفضها. وجهزه ابن سعود بالجمال ومجموعة من الحراس، ثم بدأ فيلبي رحلته إلى جدة في 9 ديسمبر 1917، وقطع مسافة 450 ميلاً إلى الطائف في مدة خمسة عشر يوماً. ولم تكن رحلة سهلة، فقد وجد الحراس صعوبة في حراسة رجل كافر، حتى إن بعضهم تردد في الأكل معه لئلا يلوث طعامهم. بالإضافة إلى ذلك فإنهم لم يلاقوا ترحيباً من القرى التي مروا بها في الطريق. ويعتبر وصول فلبي إلى جدة، هو العبور الثالث للجزيرة العربية في خلال قرن واحد[بحاجة لمصدر]. ومن هناك سافر إلى القاهرة.

#### مهمة أخرى
وبعد أن قام فيلبي ببعض المهمات في كل من القاهرة وجدة والقدس، رجع إلى ابن سعود في خريف 1918 في مهمة جديدة، لإقناعه بالقيام بحملة عسكرية ضد ابن رشيد الذي يحكم منطقة تمتد بين ساحات المعارك في العراق وفلسطين. لقد كان ابن سعود في موقف حرج جداً، فقد كانت المساعدات البريطانية تؤلف نسبة كبيرة من خزانته، لهذا فإن فلبي لم يجد صعوبة في إقناع ابن سعود بالقيام بالحملة العسكرية؛ ولكنه رفض أن يأخذ فلبي معه، لأن ذلك سيؤثر على الشعور الإسلامي عند الأهالي هناك. ولكنه وافق أن يجهزه بقافلة لزيارة استكشافية لمنطقة وادي الدواسر التي تقع على بعد 500 ميل جنوب الرياض وذلك لمدة خمسين يوماً. وقد جلب فلبي معه معلومات قيمة علمية وجغرافية، كما أنه عقد العزم على أن يكون أول من يعبر الربع الخالي.
وعند رجوعه إلى الرياض وجد فلبي أن الحرب العالمية الأولى -عملياً- قد انتهت تقريباً، وأن النظرة السياسية البريطانية للمنطقة قد تغيرت. فقد اعتبروا وجود ابن رشيد، أمراً يجب المحافظة عليه ليكون حاجزاً بين العراق الواقع تحت حكمهم، وبين الخطر المحتمل من التوسع السعودي.

### العمل في العراق والأردن
وهكذا فقد استدعى فيلبي ليتسلم منصبه الرسمي في بغداد، وانغمس فوراً في الخلافات الدائرة حول تقرير مصير الحكومة العراقية. وظل هناك ثلاث سنوات. وبينما هو في إحدى الحفلات الرسمية في تلك الفترة، سمعه شخص ما، يقول لمسؤول آخر: «لم أسمع ما قلته لي.. ولكن على كل حال فأنا لا أوافق عليه». إن هذه الحادثة وغيرها تدلنا على أن فلبي لم يكن على وفاق مع المسؤولين في العراق، وخاصة مع رئيسه في العمل. وأخيرا في يوليو 1921 اتفق فلبي مع رؤسائه، على أن يرحل من العراق. فأخذ إجازة وذهب إلى إيران، واغتنم فرصة سفرهِ مع مراسل صحيفة التايمز، ليكشف أهم الأسرار المحرجة للحكومة البريطانية فيما يتعلق بالإدارة البريطانية في العراق.
لقد كان فيلبي محظوظاً لحصولهِ على عمل آخر مع الحكومة البريطانية. ففي نوفمبر عام 1921 ذهب إلى عمّان ليحل محل توماس إدوارد لورنس كممثل لبريطانيا في إمارة شرق الأردن المكونة حديثاً وكانت الأوضاع مضطربة. انعدم فيها القانون واضطرب فيها الأمن. حيث أرسل الملك عبد العزيز جيشا يقدر بـألفي مقاتل بقيادة عقاب بن محيا وزعزع هذا الجيش المناطق الأردنية وسبب الكثير من الخوف والهلع في الأردن.
من القصص التي حدثت بسبب انعدام الأمن يروي أحد الضباط البريطانيين أنه رأى شخصاً شاهراً سيفه يركض خلف رجل آخر، وما أن لحق بهِ وقبض عليه حتى ضرب عنقه وسط السوق.[بحاجة لمصدر] لقد قضى فلبي أوقاتاً ممتعة في عمان ولكنه خلال السنتين اللتين قضاهما، حصل بينه وبين كل من الحاكم المحلي ومرؤوسيه هو شخصياً، مشاجرات لا يمكن تفاديها، وهكذا فقد أصبح فلبي منذ منتصف 1924 بلا وظيفة.

#### اللقاء مع روزيتا فوربس
وخلال وجوده في الأردن، التقى فيلبي مع الكاتبة والرحّالة المشهورة روزيتا فوربس، وكانت حينذاك لا تزال في العقد الثالث من عمرها، وقد ذاعت شهرتها من خلال أعمالها الجريئة الرومانتيكية، فقد زارت هذه السيدة وهي متنكرة جداً واحة الكفرة الليبية والتي لم سبق للأوربيين زيارتها من قبل، سوى اللورد نورثكلف، وقد عرض عليها، هذا اللورد مبلغ خمسة آلاف جنية استرليني مقابل سفرها إلى مكة، ولكنها حسب روايتها، رفضت ذلك لأنها كما تقول، قد شعرت في آخر لحظة بتأنيب الضمير لقبولها فكرة الادعاء بالإسلام.[بحاجة لمصدر]
وفي كتابها الثاني وصفت كيف أنها أخمدت تمردا حدث على ظهر قارب شراعي في البحر الأحمر عندما كانت في طريقها لاستكشاف جزء مجهول في الجزيرة العربية، ثم بعد فترة قصيرة سافرت إلى المغرب لكتابة قصة أحد قطاع الطرق المشهورين. ثم عرضت عليها جريدة «الديلي تلغراف» أربعة آلاف جنية استرليني لترافق فلبي في رحلته التي يعبر فيها الربع الخالي، حيث يقوم فيلبي بمهمة البحث العلمي، بينما تتولى هي التغطية الإعلامية على أن لا تحاط السلطات الحكومية التي سيمران بأراضيها، علماً بهذه الرحلة سلفاً. وحتى لا تثار الشكوك من حولهما، فقد قرر فلبي وروسيتا أن يسافرا إلى نجد، كل منهما مستقل عن الآخر، فسافرت هي مع مصور سينمائي إلى الخليج بينما توجه فلبي إلى جدة.
وفي عدن، تقابل فيلبي مع روسيتا، ولكن مشروعهما فشل مرة أخرى، ثم غادرت مع مصورها إلى الحبشة في رحلة استكشافية. ومن هناك استمرت مغامرات روسيتا مع ملكات البلقان، ثم في أمريكا الجنوبية بالإضافة إلى علاقاتها مع أتاتورك وستالين وهتلر وموسوليني، أما فيلبي فقد عاد يائساً إلى لندن.

### في الحجاز
إن الخلافات القديمة القائمة بين شريف مكة وابن سعود، تطورت إلى حرب انتهت باستلام القوات السعودية لمكة، ومن ثم محاصرة مدينة جدة. وقد عرض فيلبي خدماته للوساطة بين الجانبين، وهنا حذرته الحكومة البريطانية بأن ينتبه فقط لأموره الخاصة وهددته بقطع معاشه التقاعدي، وبالإضافة إلى ذلك فإنه منع من السفر إلى المناطق الداخلية من الجزيرة العربية.[بحاجة لمصدر]
وبعد سنة، استطاع فيلبي خلالها الحصول على بعض المساعدات، فأسس شركة تجارية صغيرة في جدة التي اتخذها مقراً له معظم أيام حياته. وقد استورد السيارات وخطط لسحبها فوق التلال الرملية بواسطة قافلة من الجمال. كما أنه ساهم أيضاً في إدخال أجهزة الراديو والهاتف، ولكن ذلك كان في حاجة لنفوذ ابن سعود الشخصي لإقناع العناصر المحافظة بأن ذلك الصوت الذي يسمعونه من مكان بعيد، ليس بصوت الشيطان نفسه، وأكثر من هذا كله، فقد كان فلبي سعيدا لتأكده بأن امتيازات التنقيب عن النفط لم يذهب لشركة بريطانية، بل ذهب للأمريكيين الذين في وقت اعتقاده، غير ملوثين بالإمبريالية، ولكن لسخرية الأقدار، فإن فلبي لم يدرك إلا في وقت متأخر، بأن هذه الإجراءات ستؤدي إلى تغيير جذري لوجه الجزيرة العربية القاسي.
استأنف فلبي صداقته مع ابن سعود، وقد قويت أواصرها بعد أن أصبح مسلماً في أغسطس عام 1930. ولكنه على الأقل، لا يبدو أنه كان متلزما جداً بتحريم الخمر عندما يكون في الخارج. أما علاقاته بالسلطات البريطانية فكانت غالباً سيئة على الدوام. ولعلنا نستشهد بتقرير من عام 1937، بعد رجوعه من حضرموت: «كان فلبي في حالة من أشد حالات بروميثيوس البطولية، فإلى جانب رغبته في جلب نور العلم للبشرية، فقد كان لديه عزم شديد لكشف المخادعات المتهمة بها حكومة صاحب الجلالة البريطانية في تعاملها مع العرب في شبه الجزيرة».

## ازاحة العثمانيين من بلاد العرب
في آخر عام 1915 قام پرسي كوكس، كبير الضباط السياسيين في بلاد الرافدين في الجيش البريطاني بتكليف فيلبي كوزير المالية أو التمويل في دائرة الاحتلال البريطاني في بغداد، وكان من مهام الوظيفة تحديد الرواتب والمبالغ التي تُصرف للمواطنين لقاء خدماتهم وممتلكاتهم. وكان هدف الإدارة يتكون من جزئين: (1) تنظيم ثورة عربية ضد العثمانيين؛ (2) حماية آبار النفط بالقرب من البصرة وشط العرب، والتي كانت مصدر وحيد لتمويل الأسطول البريطاني بالنفط. إن الثورة العربية قامت بناء على وعد من بريطانيا بإنشاء دولة عربية موحدة، أو اتحاد عربي، من حلب إلى عدن. وكانت گـِرترود بـِل («مس بيل» بالكتابات العراقية) من المخابرات الحربية البريطانية كانت كبيرة مساعديه وعلمته فنون التجسس المتقدمة. وفي عام 1916 عين في منصب وزير المالية أو الخزانة للأراضي المحتلة.
وفي نوفمبر 1917, اُرسل فيلبي إلى قلب الجزيرة العربية على رأس بعثة إلى ابن سعود. أمير نجد والعدو اللدود للشريف حسين الذي كان يقود الثورة العربية التي اندلعت في يونيو من العام السابق. كانت السلطات البريطانية قلقة جداً بسبب المنافسة القديمة القائمة بين شريف مكة، وبين ابن سعود حاكم نجد، وحاولت قدر الإمكان منع تلك الخلافات من أن تبدد جهد الأشراف في الحرب ضد العثمانيين، وحاولت في نفس الوقت جلب حاكم نجد إلى جانب الحلفاء. وصل فلبي إلى العقير قرب البحرين في أحسن الملابس التقليدية للإمبراطورية في الهند، إذ كان يرتدي بنطلونا قصيراً وقبعة، وفي أول توقف له أثناء رحلته طالبه مضيفوه بأن يقلل من مظهره الأوروبي الجلي، بارتداء الزي المحلي لتسهيل عملية تنقله في تلك الأراضي التي لا يرحب أهلها بوجود نصراني بينهم، وبعد رحلة دامت سبعة أيام على جمل، وصل فيلبي إلى الرياض، وقابل هناك ولأول مرة ابن سعود، عبد العزيز بن عبد الرحمن بن سعود.
وعاش في قصره المبني من اللبن في الرياض، وفي الصحراء عاش في خيمة. نشأت صداقة بين فيلبي وابن سعود الذي أصبح يدعوه باستمرار إلى مجالسه العائلية مع أولاده، فنراه يلعب ويمزح مع الأمراء الشباب، وكان من أحد جلساء الملك الذين يحضرون مجلسه الخاص. فيلبي في المقابل أصبح يفضل ابن سعود على الشريف حسين كـ«ملك للعرب»، وكان ذلك ثاني حنث في ذات الشهر من قبل بريطانيا لوعدها بتأييد الشريف حسين على ملكاً للعرب من حلب إلى عدن؛ الحنث الأول تمثل في وعد بلفور بإقامة وطن قومي لليهود في فلسطين.
كانت الخطة الأساسية أن يتزامن وصول بعثة فيلبي إلى الرياض وصوله بعثة قادمة من القاهرة عن طريق جدة، ولم تجد تلك الخطة طريقها إلى النور، حيث أن شريف مكة أدعى أنه ليس لابن سعود سوى سلطة ضعيفة جداً على القبائل التابعة له، وأن قيام مثل هذه الرحلة من الأمور المستحيلة. ولكن فيلبي، وبتشجيع من ابن سعود، قرر أن يختبر بنفسه خطأ تلك الفكرة وذلك بالسفر على الطرق الخلفية من الرياض إلى جدة، وبتوقيت مناسب، أخبر فيلبي روساءه بالخطة، وجهزه ابن سعود بالجمال ومجموعة من الحراس، وقطع فيلبي مسافة 450 ميلاً إلى الطائف في مدة خمسة عشر يوماً، ولم تكن رحلة سهلة، فقد وجد الحراس صعوبة في حراسة رجل كافر، حتى إن بعضهم تردد في الأكل معه لئلا يلوث طعامهم، بالإضافة إلى ذلك فإنهم لم يلاقوا ترحيباً من القرى التي مروا بها في الطريق. رحلة فيلبي أثبتت قدرة ابن سعود على السيطرة على الطريق من الرياض إلى جدة بينما الشريف حسين لم يستطع تأمين الرحلة في الاتجاه المعاكس لوفد بريطاني. وقد منحته الجمعية الجغرافية الملكية بلندن ميدالية المؤسسين الذهبية تقديراً لشجاعته في تلك الرحلة.
رجع فيلبي إلى ابن سعود في خريف 1918 في مهمة جديدة، لإقناعه بالقيام بحملة عسكرية ضد ابن رشيد الذي يحكم منطقة تمتد بين ساحات المعارك في العراق وفلسطين. لقد كان ابن سعود في موقف حرج جداً، فقد كانت المساعدات البريطانية تؤلف نسبة كبيرة من خزانته. لهذا فإن فيلبي لم يجد صعوبة في إقناع ابن سعود بالقيام بالحملة العسكرية، ولكنه رفض أن يأخذ فيلبي معه لأن ذلك سيؤثر بالشعور الإسلامي عند الأهالي هناك ولكنه وافق أن يجهزه بقافلة لزيارة منطقة وادي الدواسر التي تقع على بعد 500 ميل جنوب الرياض وذلك لمدة خمسين يوماً، وقد جلب فيلبي معه معلومات قيمة علمية وجغرافية، كما أنه عقد العزم على أن يكون أول من يعبر الربع الخالي.
وفي 7 نوفمبر 1918, أربعة أيام قبل هدنة الحرب العالمية الأولى، أصدرت بريطانيا وفرنسا الإعلان الإنجليزي الفرنسي للعرب والذي يعلن استقلال سوريا وبلاد الرافدين على أن يحدد شعب كل دولة نوع الحكم. فيلبي شعر بالخيانة من جراء هذا الإعلان مضافاً إلى وعد بلفور واتفاقية سايكس بيكو والمناورات الدبلوماسية الأخرى التي نقضت وعد بريطانيا بدولة عربية موحدة مقابل انضمام العرب للحلفاء في الحرب ضد العثمانيين ودول المحور.
فيلبي جادل في أن الملك ابن سعود كان ديمقراطياً "يسيّر أمور دولته بالتشاور الثنائي حسب القرآن (وأمرهم شورى بينهم) (سورة 62:37)، على العكس مما ستؤدي إليه سياسة وزير الخارجية البريطاني لورد كرزون المؤيدة للشريف حسين.
بعد ثورة العشرين في العراق، عُيّن فيلبي وزيراً للداخلية في حكومة الانتداب البريطاني بالعراق، حيث وضع دستور ديمقراطي ومجلس تشريعي منتخب ورئيس جمهوري. وفي يوليو 1921 أخذ إجازة وذهب إلى إيران.
وفي نوفمبر 1921 عُيـِّن فيلبي رئيساً للمخابرات بحكومة الانتداب البريطاني بفلسطين، وتضم كيانات الأردن وفلسطين وإسرائيل المعاصرة. ولقد عمل مع لورنس العرب لفترة (رغم تضاد ما يعلنه كلاهما من ولاءات عربية). وهناك التقى مع نظيره الأمريكي رجل المخابرات ألن دلس الذي يعمل من إسطنبول. وفي نهاية عام 1922 سافر فيلبي إلى لندن لسلسلة لقاءات مكثفة مع كل أطراف المسألة الفلسطينية. وهم ونستون تشرشل، وأمير ويلز، وبارون روتشيلد، وويكهام ستيد، وحاييم وايزمان رئيس الحركة الصهيونية.

## مستشار الملك عبد العزيز ابن سعود
فيلبي كان يعلن على الملأ اعتقاده بتطابق أهداف بريطانيا وابن سعود في توحيد جزيرة العرب من البحر الأحمر إلى الخليج العربي تحت قيادة ابن سعود واحلال ابن سعود محل الهاشميين كـ «خادم الحرمين الشريفين» وتأمين طريق الملاحة السويس-عدن-بومباي للإمبراطورية البريطانية. في عام 1924, تم الإعلان عن اجبار فيلبي على الاستقالة من منصبه كمدير للمخابرات الحربية في فلسطين الانتداب وذلك بسبب خلاف على الهجرة اليهودية إلى فلسطين (حسب ما اشيع). واشيع كذلك أنه كان يراسل ابن سعود بدون إذن، مما يعطي الانطباع بأنه كان جاسوساً لحساب ابن سعود، أي أنه انقلب إلى صف المحليين "Gone native". بقاؤه على راتب المخابرات الحربية البريطانية لمدة خمسة أعوام بعد تركه منصبه في القدس يقوض تلك الإشاعة وأنه ارسل في مهمة (أخرى).
بعد وصول فيلبي للرياض بفترة وجيزة أعلن ابن سعود عن نيته الإطاحة بالهاشميين عن مُلك الحجاز. عمل فيلبي مستشاراً (على راتب المخابرات البريطانية) لابن سعود في بسط نفوذه في مختلف أرجاء الجزيرة العربية ومنها الحجاز.
بعد زيارة إلى لندن عاد فيلبي إلى جدة ليؤسس شركة تجارية. وقد استورد السيارات وخطط لسحبها فوق التلال الرملية بواسطة قافلة من الجمال، كما أنه ساهم أيضاً في إدخال أجهزة الراديو والهاتف، ولكن ذلك كان في حاجة لنفوذ ابن سعود الشخصي لإقناع العناصر المحافظة بأن ذلك الصوت الذي يسمعونه من مكان بعيد، ليس بصوت الشيطان نفسه. خلال الآونة نفسها نشط فيلبي في الكتابات الجغرافية في الإعلام العالمي. وعلى ظهر جمل قام فيلبي بالمساعدة في رسم (أو ترسيم) الحدود السعودية اليمنية. تواجده على الحدود تزامن مع اندلاع الحرب اليمنية السعودية.
ومن موقعه الخاص أصبح كبير مستشاري الملك عبد العزيز للشئون الخارجية. أعلن اعتناقه الإسلام في أغسطس 1930, ولكنه لا يبدو أنه كان متلزما بتحريم الخمر. وفي عام 1931 دعا تشارلز كرين إلى جدة لتسهيل التنقيب عن النفط في الأراضي السعودية. كرين كان يصاحبه المؤرخ جورج أنطونيوس، الذي عمل مترجماً في تلك الزيارة. وفي مايو 1933, أتمت شركة ستاندرد اويل اوڤ كاليفورنيا Standard Oil of California -SOCAL مفاوضاتها مع فيلبي موقعة عقد امتياز حصري لمدة 60 سنة للتنقيب عن وإنتاج النفط في منطقة الأحساء على الخليج العربي. دلت تلك الصفقة على بدء حلول النفوذ الأمريكي في المنطقة محل النفوذ البريطاني. الاتصالات الشخصية بين الولايات المتحدة والسعودية كان معظمها يتم عبر فيلبي شخصياً.
في الفترة من 1800 إلى 1934 لتأمين شريان الملاحة من بومباي والخليج العربي إلى السويس قامت بريطانيا بتوقيع 1400 معاهدة واتفاقية مع مختلف القبائل والمشايخ في الجزيرة العربية، مما دعاها لإطلاق اسم الساحل المتعاهد أو الساحل المتصالح على الساحل الممتد من البصرة حتى الحديدة. بتسهيل فيلبي للمصالح التجارية الأمريكية رأى البعض أنه قد قوض النفوذ البريطاني لصالح الولايات المتحدة.
وفي خلال هذا الوقت في كمبريدج، انگلترا، جندت المخابرات السوڤيتية كيم بن فيلبي. في السنوات الأخيرة برزت نظرية مفادها أن السوڤيت جندوا كيم خصيصاً للتجسس على أبيه الذي كان له نفوذ هائل على مؤسس الدولة السعودية وعلاقة تلك الدولة ببريطانيا وبشركات النفط الأمريكية.
وفي عام 1936 ضمت شركتا سوكال وتكساكو ممتلكاتهما شرق السويس في شركة سميت لاحقاً أرامكو ARAMCO - Arabian-American Oil Company. وزارة الخارجية الأمريكية تصف أرامكو بأنها أغنى جائزة تجارية في تاريخ الكوكب. وقد كان فيلبي ممثل السعودية في الشركة.
وفي عام 1937 بدأ فيلبي مفاوضات هادئة مع بن گوريون للسماح بهجرة يهودية غير محدودة إلى فلسطين وفي نفس السنة اندلعت الحرب الأهلية الأسبانية، فرتّب فيلبي لابنه، كيم فيلبي أن يعمل مراسلاً حربياً لجريدة التايمز هناك.
لاحقاً بدأ فيلبي مفاوضات سرية مع ألمانيا وإسپانيا فيما يتعلق بدور السعودية في حال اندلاع حرب أوروپية شاملة. هذه المحادثات سمحت للمملكة العربية السعودية المحايدة أن تبيع نفطها لإسپانيا المحايدة التي تحوله إلى ألمانيا. جون لوفتوس، الذي كان يعمل في وحدة تعقب النازي بمكتب التحقيقات الخاصة بوزارة العدل الأمريكية، ادعى أن أدولف أيخمان، أثناء مهمته بالشرق الأوسط، التقى بفيلبي "في منتصف الثلاثينات.

## خطة فيلبي
في عام 1939 رشح فيلبي نفسه لعضوية مجلس العموم البريطاني عن حزب الشعب البريطاني تحت شعارات «لا يمكن أن يكون هناك هدف على الإطلاق يبرر إراقة دماء البشر» وكذلك «حماية الرجل الصغير من الشركات الكبيرة». غير أنه خسر الانتخابات، وفي ديسمبر 1939 رجع فيلبي إلى العربية السعودية، مقتنعاً أن بريطانيا ستخسر الحرب لوقوفها ضد هتلر الذي اعتبره شخصاً غامضاً له صفه دينية " Mystics".
وفي الصيف التالي، أخبر ابن سعود عن عزمه على الذهاب إلى الهند وأمريكا للقيام بحملة دعائية ضد بريطانيا، فأخترق الجزيرة العربية مرة أخرى وأبحر إلى كراتشي وفي بومباي يوم 3 أغسطس 1940, ألقي القبض عليه وفقاً للقانون البريطاني لتنظيمات الحرب 18B، وسيق إلى إنجلترا حيث وضع تحت الإقامة الجبرية. أصدقاؤه ومنهم جون مينارد كينز تدخلوا، وبعد سبعة أشهر أطلق سراحه بدون توجيه تهم له. ليس معروفاً على وجه الدقة من الذي رتب لإطلاق سراحه. وبعد إطلاق سراحه بفترة وجيزة رشح جاك فيلبي ابنه كيم لڤيڤيان ڤالنتاين، نائب رئيس المخابرات البريطانية MI6, الذي جنّد الابن في المخابرات البريطانية.
وما أن وضعت الحرب العالمية الثانية أوزارها حتى رجع فيلبي إلى السعودية في عام 1945, وعمره 60 عاماً، عندما اشترى جارية عمرها ست عشرة سنة لزوجته الثانية من سوق العبيد في الطائف. واصل عمله مع أرامكو. طفت شائعات في دائرة الملك بأن فيلبي عميل للمخابرات البريطانية وجاسوس صهيوني وشيوعي. بدأ فيلبي في إثارة سلسلة من الجدل مع الملك. وقد عزى فيلبي الخلافات إلى الفساد والانحلال الذي جلبته أموال النفط للمملكة.
أرامكو تعلمت الكثير من فيلبي عن الجزيرة العربية بطريقة تجلب تعاطف الشعب الأمريكي. أرامكو والمخابرات المركزية الأمريكية في هذا الوقت كان بينهما باب دوار لتبادل الموظفين. لم يكن هناك مصادر معلومات أخرى عن المملكة العربية السعودية متوافرة للأمريكان. تم تصوير المملكة للأمريكيين على أنها "صورة مرآة للغرب القديم Old West, أراض شاسعة غير محوطة بأسيجة حيث الطبيعة لم تُروّض بعد، الديانة كانت بسيطة وقانون البندقية هو السائد - صحراء العرب، كآخر جبهات التعمير الأمريكي America's last frontier.

## أزمة السويس
بعد وفاة الملك عبد العزيز في 1953 جاهر فيلبى بانتقاده خليفته الملك سعود، قائلاً أن «أخلاق العائلة الملكية تؤخذ من مزابل الغرب». تم نفيه إلى لبنان في أبريل 1955. وفي المنفى كتب:
... السبب الحقيقي في كراهية العرب للهجرة اليهودية إلى فلسطين هو عقدة الخوف من الأجانب Xenophobia, والاعتقاد الغريزي بأن الغالبية العظمى من يهود وسط وشرق أوروبا، الساعين للهجرة... هم ليسو من الساميين على الإطلاق.... وأيا كانت الأصداء السياسية لاستيطانهم فإن مجيئهم سيكون مزعجاً للثقافة الساميّة لجزيرة العرب.... اليهودي الأوروبي المعاصر، بمنظوره العلماني... يعتبر دخيل غير مرحب به على أبواب الجزيرة العربية.
وبينما هو في بيروت تصالح مع ابنه كيم وعاشا سوية. الابن كان قد اعيد توظيفه في المخابرات البريطانية MI6 كمخبر خارجي براتب، ومهمته كانت التجسس على والده.
جاك فيلبي ساعد على دفع مستقبل ابنه للأمام بتقديمه إلى شبكة معارفة الهائلة في الشرق الأوسط. فقدمه إلى كميل شمعون رئيس لبنان. كان جاك وابنه كيم متعاطفين مع جمال عبد الناصر خلال العدوان الثلاثي على مصر في أغسطس 1956. وبين صلات جاك بأرامكو وصلات ابنه كيم بالمخابرات البريطانية لم يكن هناك ما لا يعلمه الثنائي عن العملية مسكتير Operation Musketeer, وهي الخطة الفرنسية البريطانية للاستيلاء على قناة السويس، الاتحاد السوفيتي كشف الخطة بكاملها في الأمم المتحدة وهدد بريطانيا وفرنسا بـ"صواريخ موجهة بعيدة المدى برؤوس نووية

## بعثاته إلى الجزيرة العربية

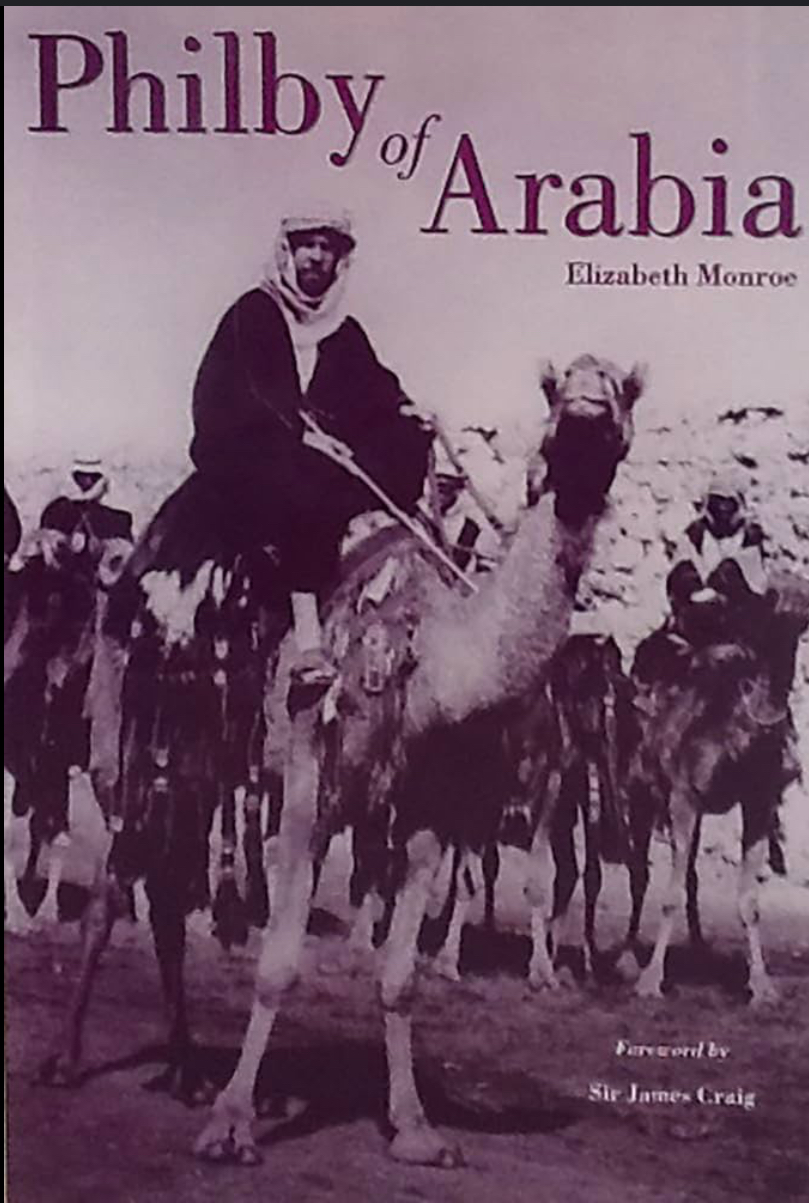
الإنجليزي هاري سانت جون فلبي على سنام الإبل العربية في بلاد نجد

كانت أولى بعثاته إلى الجزيرة العربية عام 1917م، ثم توالت بعثاته على الجزيرة العربية ورحلاته إليها، وتوطدت علاقته مع الملك عبد العزيز، وقد ساعدت رحلاته إلى الجزيرة العربية على تكوين معلومات جغرافية وتاريخية وأثرية هائلة عنها والتي دونها في كتب كثيرة.

## فيلبي الشخص والمستكشف
في نهاية عام 1931 استأنف فيلبي رحلاته في الجزيرة العربية، بالرغم من أنه أصيب بخيبة أمل حينما علم أن برترام توماس قد سبقه إلى الربع الخالي. وبدأ فيلبي رحلته من الهفوف بعد أن زوده الملك عبد العزيز بقافلة.
فيلبي كان دائم الشجار مع رفاقه في السفر، فبينما كان رفاقه يفضلون السفر في الليل حسب عادة العرب لتجنب حر الشمس، كان فيلبي يصر بالطبع على السفر بالنهار لكي يبصر الأماكن لمسحها ووضعها على الخارطة، وكثيراً ما أراد رفاقه الخروج عن الطريق من أجل صيد بعض الزواحف بينما هو يصر على الخروج عن الطريق، لكي يطلع على أشياء ليست مهمة في نظرهم، وعندما يجد صعوبة في تحقيق رغباته فإنه يحرجهم بامتناعه عن الطعام أو الشرب، فيصيحون عليه بغضب: «إننا نجهد أنفسنا من أجلك، ونجهد الجمال حتى تضنى، وإنك لرجل دائم الشكوى ولا يرضيك شيء أبدا».
فيرد عليهم «لقد خلقني الله ووضع الجمرة في قلبي ولكن أعمالكم هذه تزيدها لهباً واحتراقا». ولقد كان في نية فيلبي، أن يستمر في سيره جنوباً حتى يصل إلى المحيط الهندي ولكن رفاقه أقسموا له أن ذلك مستحيل، فهم لا يعرفون الطريق، كما توجد قبائل معادية مما يعرض القافلة كلها للهلاك، وقد علم فيما بعد أن رجال القافلة ناقشوا فكرة قتله حينما كان نائماً وذلك عقب مجادلة حادة معهم إلا أنهم خافوا عدم الثبات على قول واحد أثناء المساءلة.
وأخيراً وافق فيلبي على الرجوع – «... لقد تغلب الربع الخالي علينا.. لقد محا النوم، على الأقل، أحلام النهار المزعجة.. إنها ربما تكون أسوأ تجاربي كلها»، وليس بمستغرب أن يكتب قائلاً «إن الجهد في السفر في الصحراء ليس بالمقارنة مع الإرهاق النفسي»، [ وفي طريق العودة ]، مالت القافلة في سيرها نحو الغرب لتقطع 375 ميلاً خلال عشرة أيام، عبر صحراء لا يوجد فيها قطرة من الماء وكانوا يسقون جمالهم قليلاً من الماء، يسكب من غلاية الشاي في منأخيرها، حتى أن فيلبي نفسه قطع 250 ميلاً دون أن يشرب جرعة ماء، وفي خلال الرحلة كلها قطعت القافلة مسافة 1700 ميل، في مدة تسعين يوماً، وفي النهاية بعد ثلاثة أشهر من الشغل الشاق، استلم كل واحد منهم ما معدله عشرة جنيهات استرليني.
كانت تلك الرحلة، هي الأخيرة تقريباً التي استعمل فيها فيلبي الجمال، حيث تمت معظم رحلاته فيما بعد، باستعمال السيارات، وفي إحدى هذه الرحلات، اصطحب زوجته معه، وكانت أول سيدة أوروبية تقطع الجزيرة العربية من البحر إلى البحر، ومن خلال وصف فيلبي لرحلاته، ومن خلال أولئك الناس الذين رافقوه في هذه الرحلات ؛ يمكن أن نشاهد الرحالة الحديث وهو في أثناء رحلته. كان فلبي يستخدم الخيام إذا كان الجو ممطرا، ولا يغير ملابسه إلا إذا بليت، وكانت الأشياء الأساسية التي يحملها معه ؛ هي أدوات رسم الخريط، أما بقيتها فتشتمل على بعض السكاكين، وشبكة لصيد الفراشات، ومصباح لجذبها، قوارير لحفظ الحشرات المقنوصة، وصناديق لحفظ العينات، وكان يأخذ معه بصفة دائمة جهاز راديو يستمع من خلاله إلى التعليق على مسابقات لعبة الكركت الجارية في أثناء التوقف للاستراحة، وقد يستمع في المساء إن صادف الحظ، إلى موسيقى جلبرت وسلفان Gilbert & Sulvan، وكان يحمله معه دائماً مجموعة من نسخ جريدة التايمز ولا يفتح أبداً أكثر من نسخة واحدة في اليوم، ويقضي الاستراحة الأخيرة قبل النوم في حل ألغاز الكلمات المتقاطعة التي يدعي انه لم يلجأ في حلها للغش أبدا.
لقد دون فيلبي ملاحظات كثيرة عن كل رحلاته، وكانت كتاباته كثيرة جداً، وشاملة ودقيقة، وقد صاغ مؤلفاته بأسلوب بسيط يكاد يخلو من الجمال الأدبي، ولكنها تزخر بالمعلومات المطردة. وقد ذكر مرة لأحد أصدقاء مؤلف هذا الكتاب ؛ أن خطته في الكتابة هي أن يتحدث عن كل شيء، وبما أنه كان على معرفة بعلم الطيور، والحيوان، والجيولوجيا، والأعراق البشرية، والتاريخ، والآثار، والوصف الجغرافي فإن كل هذه الأشياء، تؤخذ بمعناها حرفيا، كما تضمنت كتبه بعض التعابير اللاتينية التي جاءت بسبب تأثيره بالتعليم الكلاسيكي، غير اننا فقط نجد في بعض الأحيان، أن فيلبي قد ارتكب أخطاء بسيطة، حدثت فيما يبدو بسبب تخوف مراققيه من طبيعة أخلاقه الحادة، مفضلين اختراع اسم ما، على اعترافهم بجهل اسم المكان، تجنباً للتقريع.
لقد كان استعمال فيلبي لوسائل النقل الحديثة بالإضافة إلى الدعم المعنوي، وأحياناً الدعم المادي، من الملك عبد العزيز عاملاً مكنه من زيارة مناطق كثيرة في الجزيرة العربية لم يستطع زيارتها أحد من الرحالة الذين سبقوه. وفي شهر مايو 1936، طلب منه الملك عبد العزيز أن يقوم بتثبيت حدود المملكة مع اليمن، لذلك فقد وجد فيلبي طريقة إلى مدينة نجران القديمة حيث قام بأهم مكتشفاته الأثرية من ضمنها كتابة لم تكتشف من قبل في جنوب الجزيرة العربية، وكعادته في عدم إقامة أي وزن للأعراف الدبلوماسية، قرر فيلبي الاستمرار في رحلته إلى أرض متنازع عليها، متجها نحو موقع كثرت عنه الخرافات، وكان هدفه زيارة شبوة، أحد المدن التي يقال أنها عاصمة سبأ القديمة وحسب معرفة فلبي، أنه لم يزرها أي أوروبي من قبل. وكانت سفرة شاقة فوق الكثبان الرملية، عجز خلالها في إحدى الليالي عن الحركة، إثر عاصفة رملية ونتيجة لما عاناه من تعب جسمي فقد ذكر فلبي ؛ أنه لم يمر بتجربة مثل تلك التجربة في حياته كلها.
وقد وصل إلى هدفه بالرغم من أنه عرف أخيراً، أن هانز هلفرتز Helfrtiz قد سبقه إلى زيارتها، وعند وصوله إلى مدينة شبوة وجد فلبي حرس الشرف في انتظاره، وبعكس ما كان معتاداً عليه فإن افراد الحرس ساروا أمامه لتحيته، وقد تعجب من عدم إطلاق حرس الشرف للرصاص وهم ذاهبون، وحسبما هو متبع في تلك المنطقة أنه كلما قربت الرصاصة من رأس الضيف كانت أهمية الضيف أكثر، وبما أن عدداً من الجنود السعوديين كانوا مع فلبي فقد أعتقد أهل شبوة أن البعثة جاءت لضمهم إلى الدولة السعودية وقد اثار ذلك أيضاً، شكوك السلطات البريطانية في عدن، وبما أن فلبي كان يردد القول أنه بحاجة لتبديل محور العجلة المكسور في سيارته، فقد سافر بسرعة بطيئة إلى ساحل المكلا، حيث وجد في انتظاره هناك، برقية تطلب منه أن لا يتوانى في تنفيذ الأمر بشأن ذهابه، وقد اعتبر نفسه أول من قطع الجزيرة العربية من الشمال إلى الجنوب. انتبه البريطانيون إلى التهديد الآتي من الشمال، فتبنوا سياسة أدت إلى اخضاع مناطق جديدة في حضرموت تحت حكمهم، وفي طريق عودته دخل فلبي إلى اليمن وزار مدينة مأرب القديمة، وقد أدهشت تلك الزيارة الإمام، بقدر ما أدهشت السلطات البريطانية.
وقد استمر في رحلاته الاستكشافية، وأصبح كثير الاهتمام بعلم الآثار، ويعود الفضل إلى فلبي في اكتشاف عدد من النقوش الثمودية في شمال الجزيرة العربية فزاد عدد المكتشف منها ألفين إلى ثلاثة عشر ألف.
كانت الجزيرة العربية التي رأها فيلبي في أيامه الأولى هي تلك التي وصفها نيبور وداوتي، أما في أيامه الأخيرة فقد تغيرت الأوضاع كلية نتيجة التقدم [ التقني ] الذي طرأ على العالم مثل التلفزيون والخط الجو والنمو السريع للاقتصاد العالمي، ولى عهد الاستكشاف، فبواسطة الصور الجوية، رسمت خرائط كاملة للجزيرة العربية وأضحت المناطق التي زارها الرحالة الأوائل في طي النسيان.

## مؤلفاته
لجون فليبي عدة مؤلفات جلها عن تاريخ وجغرافية وآثار الجزيرة العربية، منها:
1. قلب الجزيرة العربية (1922).
2. الربع الخالي (1933).
3. بنات سبأ (1939).
4. حاج في جزيرة العرب (1943).
5. أيام عربية: سيرة ذاتية (1948).
6. نجود الجزيرة العربية (1952).
7. أرض مدين (1957).
8. أربعون عاما في البرية (1957).
9. مغامرات النفط العربي (1964).
10. بعثة إلى نجد 1917-1918 (1336-1337 هـ). تقرير كتبه فيلبي ونشر في بغداد عام 1918. ترجمه عبد الله الصالح العثيمين ونشرته مكتبة العبيكان.
11. مرتفعات الجزيرة العربية لهاري سانيت جون فيلبي (عبد الله فيلبي) ترجمة ونشر مكتبة العبيكان : انظر هنا

## وفاته
وفي عام 1955 تصالح جاك مع الأسرة السعودية المالكة وعاد إلى الرياض بسيارة مقدمة من الحكومة السعودية واستمر في دراساته الجغرافية والأثرية وقام بعدة زيارات إلى أوروبا وبينما هو في طريق عودته من مؤتمر للاستشراق في موسكو، توقف فيلبي في بيروت لزيارة ابنه كيم في سبتمبر 1960 وبينما هو في سريره وابنه بجانبه، قال: «يا إلهي، أنا ضجر» ومات ودفن في بيروت ...

## وصلات خارجية
- جون فيلبي على موقع الموسوعة البريطانية (الإنجليزية)
- جون فيلبي على موقع مونزينجر (الألمانية)
- جون فيلبي على موقع إن إن دي بي (الإنجليزية)
- فيلبي والمالك.. وصفات طار ذكره بها، جريدة الجزيرة
- قصة الحاج عبد الله فيلبي من وثائق المخابرات البريطانية، جريدة الشرق الأوسط
- فيلبي.. المستكشف الأكبر لجزيرة العرب، صحيفة الاقتصادية

## أقرأ أيضاً
- فوهة الوابر